# Poplar Grove
Poplar Grove is een plaats (village) in de Amerikaanse staat Illinois, en valt bestuurlijk gezien onder Boone County.

## Demografie
Bij de volkstelling in 2000 werd het aantal inwoners vastgesteld op 1368. In 2006 is het aantal inwoners door het United States Census Bureau geschat op 3554, een stijging van 2186 (159,8%).

## Geografie
Volgens het United States Census Bureau beslaat de plaats een oppervlakte van 11,6 km², geheel bestaande uit land.

## Plaatsen in de nabije omgeving
De onderstaande figuur toont nabijgelegen plaatsen in een straal van 16 km rond Poplar Grove.